# Vilabertran
Vilabertran è un comune spagnolo situato nella comunità autonoma della Catalogna.